# فراپورت
فراپورت (انگلیسی: Fraport) شرکت ترابری آلمانی است، که در زمینه اپراتوری فرودگاه فعالیت می‌کند و فرودگاه بین‌المللی فرانکفورت را اداره می کند و در بهره برداری از چندین فرودگاه دیگر در سراسر جهان مشارکت دارد. در گذشته این شرکت همچنین فرودگاه فرانکفورت-هان را که در ۱۳۰ کیلومتری غرب شهر قرار داشت، مدیریت می کرد. از سال ۲۰۱۹، این شرکت دارای ۲۲۵۱۴ کارمند و درآمد سالانه حدود ۳٫۳ میلیارد یورو است.

## دفتر مرکزی
اساسنامه شرکت، فرانکفورت را به عنوان دفتر مرکزی شرکت تعیین کرده است. اموال و دفتر فراپورت در ملک فرودگاه فرانکفورت در منطقه فلوگهافن است.

## سهامداران
ساختار سهام فعلی شرکت به شرح زیر است:
| سهامداران                    | درصد   |
| ---------------------------- | ------ |
| لوفت‌هانزا                    | ۸٫۴۴%  |
| شناور                        | ۳۴٫۹۱% |
| لازارد                       | ۵٫۰۲%  |
| هولدینگ خدمات شهری فرانکفورت | ۲۰٫۳۲% |
| ایالت هسن                    | ۳۱٫۳۱% |